# 結城和香子
結城 和香子（ゆうき わかこ、1962年 - ）は、読売新聞東京本社編集委員（2015年時点）。

## 来歴
東京都出身。筑波大学附属高等学校から東京大学文学部英米文学科に進学して1985年に卒業。翌1986年、読売新聞社入社。
1993年から運動部に所属し、同部の次長を経て編集委員。国際オリンピック委員会やドーピング問題などを担当してきた。1997年、シドニー支局長。2001年、ロンドン総局。2003年、アテネ臨時支局長。1994年のリレハンメルオリンピック以降、多数の夏冬オリンピックの取材経験を持つ。
2020年の東京オリンピック・東京パラリンピック関連では、「オリンピック・パラリンピック教育に関する有識者会議」委員、「アスリート･観客にやさしい道の検討会」委員や、大会組織委員会「メディア委員会」委員も務めてきた。国立競技場の2015年夏の白紙撤回の際には、遠藤利明五輪相との意見交換メンバーの一人にも選ばれた。

## 著書
- 「オリンピック物語－古代ギリシャから現代まで」 （2004年6月、中公新書ラクレ 135） ISBN 978-4121501356
- 「東京オリンピックの光と影－東京招致の勝利とスポーツの力」 （2014年1月、中央公論新社） ISBN 978-4120045882